# Eparchie tallinská
Eparchie tallinská je eparchie estonské pravoslavné církve Moskevského patriarchátu.

## Území a titul biskupa
Zahrnuje správní hranice území krajů Valgamaa, Viljandimaa, Ida-Virumaa, Lääne-Virumaa, Läänemaa, Pärnumaa, Tartumaa, Harjumaa a Järvamaa Estonska.
Eparchiálnímu biskupovi náleží titul biskup tallinský a celého Estonska.

## Historie
Dne 13. července 1817 byl Nejsvětějším synodem zřízen revelský vikariát petrohradské eparchie. Vikáři spravovali severní část Estonska, avšak sídlili v hlavní městě a navštěvovali vikariát velmi zřídka.
Dne 14. září 1836 byl zřízen rižský vikariát pskovské eparchie. Dne 25. února 1850 car Mikuláš I. Pavlovič potvrdil dekret Nejsvětějšího synodu o zřízení samostatné rižské eparchie. Do jurisdikce této eparchie patřila Kurlandská, Livonská gubernie a od roku 1865 i Estonská gubernie. Dne 6. května 1865 byl revelský vikariát převeden do rižské eparchie.
Otázka přeměněny revelského vikariátu na eparchii nastolil guvernér Estonska kníže Sergej Vladimirovič Šachovskoj, ale nezískal podporu od synodu.
Dne 10. května 1920 byla patriarchou Tichonem a Nejvyšší církevní radou udělena církvi v Estonsku autonomie a stejného dne vznikla revelská eparchie.
Od 7. července 1923 do roku 1940 byla pod jurisdikcí Konstantinopolského patriarchátu.
Po anexi Estonska Sovětským svazem v srpnu 1940 byl episkopát a duchovenstvo Estonské sovětské socialistické republiky přijato dne 24. února 1941 zpět do jurisdikce Moskevského patriarchátu.
Po obsazení Estonska německou armádou metropolita tallinský Aleksander (Paulus) oznámil obnovení Estonské autonomní pravoslavné církve, ale podpořila ho pouze část farností. Roku 1944 metropolita a více než 20 duchovních emigrovali na západ.
Dne 5. března 1945 přijel do Tallinnu arcibiskup pskovský Grigorij (Čukov), který se členy Synodu Estonské pravoslavné církve uzavřel dohodu o návratu schizmatických farností do jurisdikce Moskevského patriarchátu a zrušení Synodu. Do čela církve byl jmenován arcibiskup Pavlo (Dmytrovskyj). Na návrh arcibiskupa Pavla došlo k nahrazení Synodu biskupskou radou. Bylo také učiněno rozhodnutí odstranění z liturgické praxe protestantské inovace jako je zpěv hymnů či hra na varhany. Samotný akt znovusjednocení farnosti proběhl v katedrálním chrámu svatého Mikuláše dne 6. března 1945. Roku 1947 byla eparchie přejmenována na tallinskou a estonskou.
Dne 30. května 2011 byla Svatým synodem zřízena eparchie narvská, která se stala druhou eparchií na území Estonska.

## Seznam biskupů

### Revelský vikariát petrohradské eparchie
- 1817–1819 Filaret (Drozdov) svatořečený
- 1819–1822 Vladimir (Užinskij)
- 1822–1826 Grigorij (Postnikov)
- 1826–1831 Nikanor (Klementěvskij)
- 1831–1833 Smaragd (Kryžanovskij)
- 1833–1842 Venedikt (Grigorovič)
- 1842–1845 Iustin (Michajlov)
- 1845–1850 Nafanail (Savčenko)
- 1850–1856 Christofor (Emmausský)
- 1856–1857 Platon (Fivejskij)
- 1857–1860 Agafangel (Solovjov)
- 1860–1863 Leontij (Lebedinskij)
- 1864–1865 Gerasim (Dobroserdov) svatořečený

### Revelský vikariát rižské eparchie
- 1866–1870 Veniamin (Karelin)
- 1880–1906 Nikolaj (Kasatkin) svatořečený
- 1917–1919 Platon (Kulbusch) svatořečený mučedník

### Eparchie revelská
- 1920–1942 Aleksander (Paulus)
- 1941–1944 Sergij (Voskresenskij)

### Eparchie tallinská
- 1945–1946 Pavlo (Dmytrovskyj)
- 1947–1949 Isidor (Bogojavlenskij)
- 1950–1955 Roman (Tang)
- 1955–1961 Ioann (Alexejev)
- 1961–1992 Alexij (Rüdiger)
- 1990–2018 Kornelius (Jakobs)
  - 2018–2018 Lazar (Gurkin) dočasný správce
- od 2018 Jevgenij (Rešetnikov)